# Die (Drôme)
Die (kiejtése kb. „di”) település Franciaországban, Drôme megyében. Lakosainak száma 4796 fő (2022. január 1.). Die Solaure en Diois, Barsac, Chamaloc, Laval-d’Aix, Marignac-en-Diois, Ponet-et-Saint-Auban és Romeyer községekkel határos.

## Népesség
A település népességének változása:
| Lakosok száma | 4048 | 3992 | 4230 | 4387 | 4455 | 4576 | 4621 | 4718 | 4770 | 4796 |
|               | 1968 | 1982 | 1990 | 2006 | 2013 | 2015 | 2017 | 2019 | 2020 | 2022 |